# شامبا
شامبا رمزها «CH» (بالإنجليزية: Chamba)‏ ، هو تقسيم إداري لدولة الهند تتبع ولاية هيماجل برديش (بالإنجليزية: Himachal  Pradesh)‏ ، مركزها هو مدينة شامبا (بالإنجليزية: Chamba)‏ عدد سكانها حسب تعداد سنة 2001 هو 460,499 ، مساحتها 6,528 كم² وكثافة السكان 71 لكل كم² .